# 1139 هـ
1139 هـ هي سنة في التقويم الهجري امتدت مقابلةً في التقويم الميلادي بين سنتي 1726 و1727.

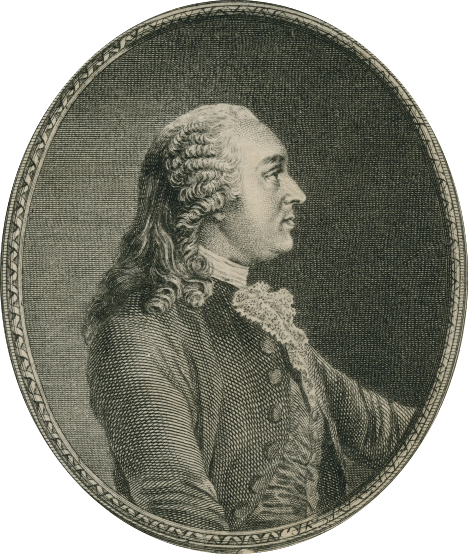
آن روبير جاك تيرجو

## أحداث
- تأسيس الدولة السعودية الأولى

## مواليد
- آن روبير جاك تيرجو

## وفيات
- عبد الرحمن صبري
- محمد الشحوري